# 后后现代主义
后后现代主义（Post-postmodernism）是批判理论、哲学、建筑学、艺术、文学及文化等领域的广泛发展，源于后现代主义，是对后现代主义的回应。

## 分期
大多数学者同意，现代主义大约始于1900年前后，并作为西方文化知识界的主要文化力量，延续到20世纪中叶。与所有时代一样，现代主义的方向之间差异极大，不可能被定义为单一的整体或群体。一般认为，现代主义的主要特征包括强调“激进美学、技术实验、空间或节奏而非时间形式，[以及]自觉的反思性”，以及寻求人际关系的确实性（authenticity）、艺术的抽象性与乌托邦式的奋斗。后现代主义通常缺乏这些特征，或将其视为讽刺对象。
后现代主义产生于第二次世界大战之后，是一种将现代主义视为失败的反映。现代主义的激进艺术同极权主义产生了联系，或已被主流文化同化。现在所谓后现代主义的基本特征始见于1940年代，最著名的是豪尔赫·路易斯·博尔赫斯的作品。今日大多数学者同意，后现代主义在1950年代末开始与现代主义竞争，并在1960年代取得优势。那以来，后现代主义一直是艺术、文学、电影、音乐、戏剧、建筑、历史与欧陆哲学的主导力量，但并非毫无争议。后现代主义的显著特征通常认为包括对文体、引用与叙事层次的反讽，对西方文化宏大叙事的形而上学怀疑论或虚无主义看法，以真实为代价的对虚拟的偏爱（更精确地说，是对“真实”之构成的根本质疑）以及主体的“情感消退”（waning of affect），主体被卷入符号的虚拟无尽的自由互动，导致一种类似精神分裂的意识状态。
1990年代末以来，大众文化和学术界都有一种朦胧但日益增长的“后现代主义已经过时”的感觉。但为后现代主义之后的时代下定义与命名的尝试并不多，且尚未达成共识。

## 定义
在时代的初期，达成其共识并不容易。目前，试图定义后后现代主义的共同主题正在形成，即信仰、新人、对话、表现与真诚可以超越后现代的反讽。下列定义在深度、重点和范围上存在很大差异，按出现时间顺序排列。

### 特纳的后后现代主义
1995年，景观建筑师、城市规划师汤姆·特纳出版了一部长篇著作，呼吁在城市规划中进行后后现代转向。特纳批判了“一切皆有可能”的后现代信条，并认为“建筑环境这一行业正在见证后后现代主义的到来，这种后后现代主义试图用信仰调节理性。”特纳特别主张在城市规划汇总使用永恒的有机、几何图案，引用美国建筑师克里斯托弗·亚历山大受道家影响的作品、格式塔学派与精神分析学家卡尔·荣格的荣格原型概念为这些图案的来源。关于术语问题，特纳敦促人们“接受后后现代主义——并祈求一个更好的名称。”

### 爱泼斯坦的跨后现代主义
美籍俄裔斯拉夫主义者米哈伊尔·爱泼斯坦在1999年关于俄罗斯后现代主义的书中提出，后现代主义“是…一个更大的历史进程的一部分”，他称之为“后现代性”。爱泼斯坦认为，后现代主义美学最终完全传统化，并为一种新的非讽刺性诗歌奠定基础，他在描述这种诗歌时使用了前缀“trans-”：
在考虑命名后现代主义之后的时代时，前缀“trans”以特殊的方式脱颖而出。20世纪的后三分之一在“后”的标志下发展起来，它标志着“真理”与“客观性”、“灵魂”与“主观性”、“乌托邦”与“理想”、“原初”与“原创性”、“真诚”与“感性”等现代性概念的消亡。它们现在都以“跨主体性”、“跨理想主义”、“跨乌托邦主义”、“跨原初性”、“跨抒情”、“跨感伤”等形式重生。
爱泼斯坦以当代俄罗斯诗人Timur Kibirov的作品为典型例子。

### 甘斯的后千禧年主义
2000年，美国文化理论家埃里克·甘斯提出了“后千禧年主义”（post-millennialism），以从伦理与社会政治角度描述后现代主义之后的时代。甘斯将后现代主义与“受害者思维”联系起来，将其定义为基于奥斯威辛集中营与广岛与长崎原子弹爆炸产生的施暴者与受害者之间不可辩的伦理对立。在他看来，后现代主义的伦理源于对边缘受害者的认同与对施暴者占据乌托邦中心的蔑视。从这个意义上说，后现代主义是特点是一种受害者政治，其在反对现代乌托邦主义与极权主义方面有成效，但在反对资本主义与自由民主方面则没有，他认为后两者是全球和平的长期推动者。与后现代主义相反，后千禧年主义的特点是摒弃受害者思维，转向“非受害者对话”并会“减少…世界上的怨恨”。甘斯在《爱与怨编年史》（Chronicles of Love and Resentment）的网络文章中进一步发展了后千禧年主义的概念，这一术语同他的生成人类学理论与历史观密切相关。

### 科尔比的伪现代主义或数字现代主义
英国学者阿兰·科尔比（Alan Kirby）在2006年的论文《后现代主义之死及其他》（The Death of Postmodernism and Beyond）中，对后后现代主义提出了一种社会文化评价，他称之为“伪现代主义”。科尔比将其与互联网、手机、互动电视等类似手段带来的即时、直接、肤浅的文化参与造成的乏味相联系：“伪现代主义中，人名打电话、点击、按压、浏览、选择、移动、下载。”
伪现代主义的“典型思想状态”被进一步描述为“无知、狂热与焦虑”，会让参与者产生一种“恍惚状态”。这种由媒体引发的浅薄与对琐碎小事的即时参与最终产生了“沉默自闭症”，取代了“现代主义的神经症与后现代主义的自恋”。科尔比认为“伪现代主义”没有任何有美学价值的作品。乏味者如真人秀节目、互动新闻节目、“维基百科某些页面上的…胡言乱语”、纪实肥皂剧、迈克尔·穆尔或摩根·斯珀洛克的散文式电影。在2009年9月出版的《数字现代主义：新技术如何瓦解后现代并重构我们的文化》（Digimodernism: How New Technologies Dismantle the Postmodern and Reconfigure our Culture）中，科尔比进一步发展并细化了他对后现代主义之后的文化与文本性的观点。

### Vermeulen与van den Akker的元现代主义
2010年，文化理论家Timotheus Vermeulen、Robin van den Akker提出了元现代主义一词，作为后后现代主义争论的开端。在《元现代主义笔记》（Notes on Metamodernism）中他们指出，2000年代的特点是出现了一种在现代立场与后现代策略之间摇摆不定的感性，且超越了现代立场与后现代策略。元现代感性表现形式的例子如“知情的天真”、“务实理想主义”、“温和的狂热”之类，以及对气候变化、金融危机与（地缘）政治不稳定的各种文化反应。
这里的“元”（meta）前缀不是某种反思立场，而采柏拉图的“metaxy”（兼际），意指两极之间与两极之外的运动。

### Mehdi Ghasemi的超杂交、外国语文主义、网络文化主义
2020年、2022年、2024年，文学家Mehdi Ghasemi在《当代美学杂志》（Journal of Contemporary Aesthetics）上提出了超杂交（Hyperhybridism）与外国语文主义（Heterolinationalism），在《后现代主义之后的美国研究》（American Studies after Postmodernism）上提出了网络文化主义（Cyberculturalism）。在文章《后后现代主义与外国语文文学》（Post-postmodernism and the Emergence of Heterolinational Literatures）与书《后后现代主义的网络文化主义范式》中，将超杂交、外国语文主义、网络文化主义作为后现代主义的另一继承者，并借鉴它们的一些范式，加入了关于后后现代主义的持续讨论，包括后学术、后民族主义与多元文学、多元声乐与多语制、个人出版、社交媒体、人工智能与多媒体性、跨文本性与同人小说等等。